# Elman Sports Club
El Elman SC es un club de fútbol de Somalia ubicado en la ciudad de Mogadiscio. Fue fundado en 1993 y juega en la liga Somalí de Fútbol.

## Historia
El club se fundó en 1993. Al año siguiente conquistaría la Copa de Somalia, lo cual es considerado como un triunfo dentro de su corta historia. Obtuvo el liga somalí en 1997 y a partir del 2000 fue un vendaval: campeonó en la Liga Somalí y lo haría cuatro veces más consecutivas, lo que constituye que fue un tetracampeonato. Tras la paralización del torneo por la guerra civil, consigue la Copa de Somalia del 2005. Finalmente, el club se hizo campeón en las temporadas 2007 y 2008 de la Liga.
Por estas razones, el club es uno de los dos más fuertes de Somalia, pues, aparte de contar con gran número de hinchas y de gozar con un amplio palmarés, disputa el clásico del país con su archirrival, el Banaadir Telecom FC. 
Además, es uno de los clubes somalíes que, cuando fue campeón, participó en la Copa CECAFA de Clubes, en la cual no ha tenido mucho éxito.
La mayoría de los jugadores del equipo forman parte también de la Selección Nacional de Somalia.

## Uniforme
El uniforme del equipo es: polo rojo con nombre del patrocinador y el nombre del club, short rojo y medias rojas.

## Palmarés
- Primera División de Somalia: 10

1998/99, 1999/00, 2000/01, 2001/02, 2002/03, 2006/07, 2007/08, 2010/11, 2011/12, 2012/13
- Copa de Somalia: 7

1994, 1999, 2000, 2001, 2002, 2003, 2004.

## Entrenadores
- Murad Abdulkadir Mohamud (?-febrero de 2021)[2]
- Ahmed Abdirahman Omar (marzo de 2021-presente)[1]